# Дуловий прискорювач
Дуловий прискорювач або активний підсилювач віддачі — пристрій, закріплений на стволі вогнепальної зброї, призначений для використання енергії порохових газів, щоб збільшити силу віддачі. Дульні прискорювачі зазвичай використовуються для збільшення надійності системи віддачі. Дуловий прискорювач виконує функції, протилежні функцій дулового гальма, яке зменшує силу віддачі вогнепальної зброї.

## Історія
Вперше дулові прискорювачі з'явилися на кулеметах Віккерс в 1912 році. Віккерс, як і кулемет Максим, на основі якого він і був розроблений, використовує короткий хід віддачі. При пострілі віддача штовхає ствол всередину зброї. Це рух забезпечує енергію, яка використовується для вилучення використаної гільзи, і стискає пружину, пом'якшувальну віддачу, завершуючи цикл. Дуловий прискорювач збільшує віддачу, передану на ствол, направляючи частину порохових газів так, щоб вони штовхали ствол назад.

## Конструкція

Анімація дії дулового прискорювача Віккерса, що показує, як розширюються порохові гази, які рухають ствол назад відносно охолоджувального кожуха.

Дуловий прискорювач на Віккерсі складається з двох частин: перша — «чашка» на дулі, яка розширюється; другий є перфорована труба навколо дула. Куля, залишаючи ствол, проходить через отвір, підібраний під калібр снаряда, на кінці перфорованої трубки. У цей час відбувається часткова тимчасова блокада порохових газів, що перешкоджає їх подальшому просуванню вперед. Тиск всередині прискорювача зростає, оскільки порохові гази повинні змінити напрямок руху для того щоб залишити прискорювач. «Чашка» на дулі має велику площу, що забезпечує тиск стислих порохових газів на ствол, які штовхають його назад.

## Приклади застосування
Дуловий прискорювач не отримав широкого застосування на практиці, оскільки він менш ефективний, ніж система видалення гільзи енергією порохових газів, відведених зі ствола. Однак він був встановлений на MG 42, а його модифікація Rheinmetall MG3, пристосована під патрон 7,62 × 51 мм НАТО і в даний час використовується збройними силами Німеччини.
До 1899 року кулемети «Максим», які перебували на озброєнні Російської армії, були замінені з калібру 10,67 мм гвинтівки Бердана на калібр 7,62 × 54 мм R російської гвинтівки Мосіна під офіційним найменуванням «7,62 мм станковий кулемет». Для підвищення надійності кулемета був використаний дуловий прискорювач. Передня частина ствола була потовщена для збільшення площі дульного зрізу, а потім до водного кожуха був приєднаний ковпачок—надульник.

## Сучасне використання
Дулові прискорювачі знайшли нове застосування в демпфері на пістолетах Браунінга. Такі пістолети мають ствол, який відскакує на коротку відстань після пострілу. Додавання маси демпфера до пістолетів, які використовують енергію віддачі, значно збільшує масу відкоту, сповільнюючи або навіть зупиняючи віддачу ствола. Багато дулових прискорювачів включають в себе систему індексації, яка дозволяє подавителю бути повернутим на кілька положень, дозволяючи стрільцю точно налаштувати механізм прицілювання.
Деякі адаптери для стрільби холостими патронами діють як дульні прискорювачі, використовуючи порохові гази холостого патрона, для збільшення віддачі, через відсутність віддачі від кулі.